# Luciferkolibri
Luciferkolibri (Calothorax lucifer) är en fågel i familjen kolibrier. Den häckar i busköken från sydvästligaste USA och söderut i norra Mexiko. Beståndet anses vara livskraftigt.

## Utseende och läten
Luciferkolibrin är en liten till medelstor kolibri (9–10 cm) med lång nedåtböjd svart näbb och grön rygg. Hanen har kluven stjärt och magentafärgad strupe som sträcker sig långt ner mot bröstet. Hona och ungfågel har beigefärgad anstrykning under med ett tydligt ljust streck från ögat och bakåt, bakom den gråa kinden.

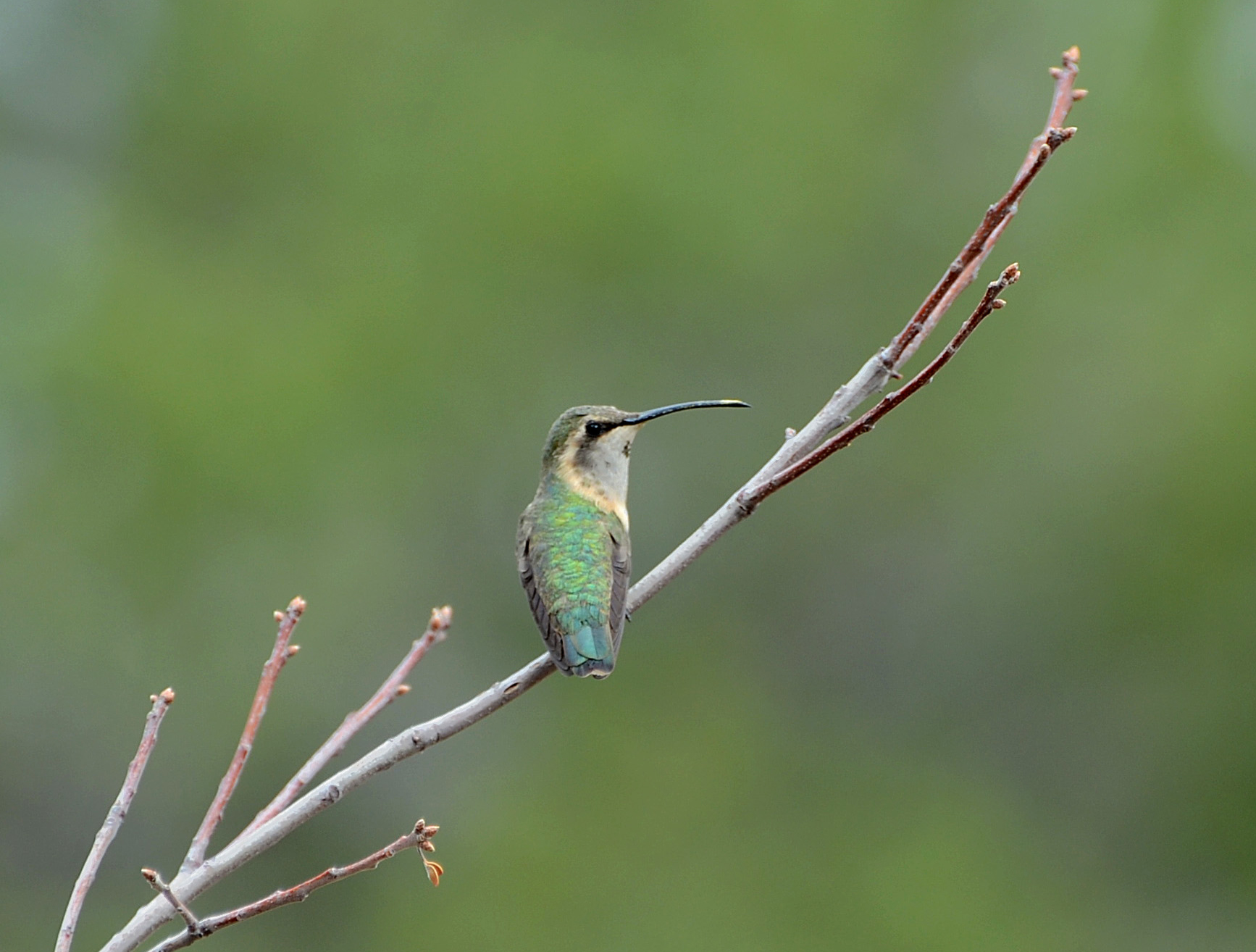
Hona.

Den mycket lika och nära släktingen praktkolibrin har längre och mer nedåtböjd näbb, rundade istället för spetsiga yttre stjärtpennor hos hanen samt  ljusare och gråare undersida hos honan. Lätet är ett torrt och vasst tjippande, medan det under hanens spel hörs fladdrande och skallrande ljud.

## Utbredning
Luciferkolibrin häckar i sydvästra USA i bergstrakter i sydöstra Arizona, sydvästra New Mexico och sydvästra Texas, och vidare söderut genom Mexikos centrala högplatå till Jalisco, Michoacán och Puebla. Vintertid flyttar den till ett område i Mexiko från Nayarit österut till Puebla och söderut Oaxaca, oregelbundet norrut till Sinaloa.

## Systematik
Arten behandlas som monotypisk, det vill säga att den inte delas in i några underarter. Den delar släktet med praktkolibrin och tros vara nära släkt med denna. Dessa båda arter har parapatrisk utbredning.

## Levnadssätt
Luciferkolibrin hittas i busköken med inslag av agave. Den häckar från april till augusti i Texas, men fördröjs ibland till slutet av maj eller juni när sommarregnen börjar. Vid Mexico City häckar den mellan maj och september.

## Status och hot
Arten har ett stort utbredningsområde och det finns inga tecken på vare sig några substantiella hot eller att populationen minskar. Utifrån dessa kriterier kategoriserar IUCN arten som livskraftig (LC).